# Callosciurus notatus
La ardilla oriental o ardilla tricolor (Callosciurus notatus) es una especie de roedor esciuromorfo de la familia Sciuridae. Habita en Indonesia, Malasia, Singapur y Tailandia.  Se encuentran en hábitats muy variados, bosques, manglares, parques, jardines y zonas agrícolas. Los granjeros las consideran como peste.
Su cuerpo mide entre 20 y 30 centímetros, su cola mide aproximadamente lo mismo. Su dieta consiste principalmente en hojas y frutos, pero también comen insectos y huevos de aves. Las ardillas orientales pueden comer frutos más grandes que ellas, como mangos o cocos. Son muy ágiles en los árboles y son capaces de saltar varios metros entre árbol y árbol. Es muy raro que estén en el suelo.